# Fritz Bäuml
Friedrich Josef Bäuml (* 27. Januar 1945 in Göggingen; † 28. November 2005 in Augsburg) war ein deutscher Fußballspieler und -funktionär. Bäuml stand in seiner aktiven Zeit im Kader des Fußball-Oberligisten BC Augsburg.

## Leben
Von 1990 an engagierte er sich beim Bayernligisten FC Augsburg als Fußballabteilungsleiter und Manager. Zusammen mit Trainer Armin Veh führte er 1994 den Verein in die Regionalliga Süd. 2002 trennte Bäuml sich vom FC Augsburg und ging als Manager zum Bonner SC. Zuletzt war er beim schwäbischen Bezirksoberligisten TSV Neusäß tätig.
Bäuml starb im Alter von 60 Jahren an Herzversagen. Er hatte insgesamt fünf Kinder, zwei davon mit seiner Frau Simone Bäuml.